# Maximino Carpio García
Maximino Carpio García (Salamanca, 1945) es un catedrático español. Es director del departamento de Economía y Hacienda Pública de la Universidad Autónoma de Madrid. Desde 2012 ocupa el cargo de consejero en el Banco de España.

## Biografía
Carpio se licenció en Ciencias Económicas y Empresariales, Especialidad Análisis Económico por la Universidad Autónoma de Madrid en 1973. En 1983 se doctora en Economía en la misma universidad.
Carpio García ha sido jefe del Servicio de Estudios de la Confederación Española de Organizaciones Empresariales (CEOE) desde 1983 a 1984, así como consejero del Consejo Económico y Social de España (CES) y consejero de Telefónica desde 1996 a 2007. De 2010 a 2012 es miembro de la Asamblea General de la Caja de Ahorros y Monte de Piedad de Madrid, en representación de la Universidad Autónoma de Madrid. Desde 2012 ocupa el cargo de consejero en el Banco de España. Su mandato vencerá en 2018.